# John Carlson
John Carlson (né le 10 janvier 1990 à Natick, Massachusetts aux États-Unis) est un joueur professionnel américain de hockey sur glace. Il évolue au poste de défenseur pour les Capitals de Washington dans la Ligue nationale de hockey (LNH).

## Biographie

### Carrière junior

#### USHL
Il débute dans la USHL en 2006-2007 avec l'Ice de l'Indiana. Il joue 2 matchs, il n'obtient aucun point, mais il récolte 6 minutes de punition. Il est repêché au 1er tour, 27e rang au total, par les Capitals de Washington en 2008 après sa première saison complète avec le Ice de l'Indiana de la United States Hockey League.

#### LHO
Il s'aligne pour la formation des Knights de London de la Ligue de hockey de l'Ontario en 2008-2009.

### La Ligue Nationale de Hockey

#### Les premières saisons (2019-2012)
Il fait ses débuts chez les pros le 2 mai 2009, avec les Bears de Hershey dans un match des séries éliminatoires de la Coupe Calder contre les Penguins de Wilkes-Barre/Scranton. Il marque son premier but chez les pros dès le match suivant, le 3 mai 2009. Les Bears gagneront par la suite la Coupe Calder 2009.
Il fait ses débuts dans la Ligue nationale de hockey lors de la saison 2009-2010 avec les Capitals de Washington. Il est rappelé par les Capitals des Bears, le 19 novembre 2009. Carlson joue son premier match dans la LNH le 20 novembre 2009, dans une victoire 3-2 contre les Canadiens de Montréal au Verzion Center. Il joue 3 matchs dans la grande ligue avant d'être renvoyé dans la LAH avec les Bears, le 24 novembre 2009. Le 21 janvier 2010, il enregistre son premier point: une assistance, dans une victoire 6-3 contre les Penguins de Pittsburgh. Le 25 mars 2010, il marque son premier but en carrière dans la LNH contre le gardien Cam Ward des Hurricanes de la Caroline. Le but permet au Capitals d'égaliser le match 2-2, mais ils vont par la suite perdre la partie en tir de barrages.
Il joue sa première saison complète dans la LNH en 2010-2011 et il marque 7 buts et récolte 37 points en 82 parties. Les Capitals terminent premier dans l'Association de l'Est. Lors du premier tour des séries éliminatoires, les Capitals affrontent les Rangers de New York. Ils remportent la série en 5 parties. Au tour suivant, ils croisent le fer avec le Lightning de Tampa Bay. Les Caps se font balayer en 4 parties et sont éliminés. Carlson fini les séries avec 2 buts et 1 passe en 9 matchs.
La saison suivante, Carlson récolte 9 buts et 32 points en 82 parties. Lors des séries, les Caps affrontent les Bruins de Boston. Les Caps gagnent la série en prolongation lors du 7e match grâce à un but de l'attaquant Joel Ward. Lors du tour suivant, les Rangers de New York sont les adversaires des Capitals. Les Rangers prennent leur revanche sur l'année précédente et l'emporte en 7 parties.

#### 2012-2017
Au début de la saison 2012-2013, il signe une entente avec les Capitals de 6 ans et 23,8 millions de dollars. Lors du lock-out, il ne joue avec aucune équipe. Lorsque le lock-out fut terminé, il joua avec les Caps et récolta 6 buts et 22 points en 48 matchs.

#### La Coupe Stanley (2017-2018)
Juste après avoir gagné la Coupe, le 24 juin 2018, il signe une extension de contrat de 8 ans et d'un montant de 64 millions de dollars avec les Capitals.

#### Depuis 2018
Au début de la saison 2019-2020, il est nommé assistant-capitaine des Capitals,.

### Carrière internationale
Il représente les États-Unis au niveau international.

## Statistiques

### En club
| Saison     | Équipe                 | Ligue      |      | Saison régulière | Saison régulière | Saison régulière | Saison régulière | Saison régulière |    | Séries éliminatoires | Séries éliminatoires | Séries éliminatoires | Séries éliminatoires | Séries éliminatoires |
| Saison     | Équipe                 | Ligue      | PJ   | B                | A                | Pts              | Pun              | PJ               | B  | A                    | Pts                  | Pun                  |                      |                      |
| 2006-2007  | Ice de l'Indiana       | USHL       | 2    | 0                | 0                | 0                | 6                | -                | -  | -                    | -                    | -                    |                      |                      |
| 2007-2008  | Ice de l'Indiana       | USHL       | 59   | 12               | 31               | 43               | 72               | 4                | 1  | 0                    | 1                    | 0                    |                      |                      |
| 2008-2009  | Knights de London      | LHO        | 59   | 16               | 60               | 76               | 65               | 14               | 7  | 15                   | 22                   | 16                   |                      |                      |
| 2008-2009  | Bears de Hershey       | LAH        | -    | -                | -                | -                | -                | 16               | 2  | 1                    | 3                    | 0                    |                      |                      |
| 2009-2010  | Bears de Hershey       | LAH        | 48   | 4                | 35               | 39               | 26               | 13               | 2  | 4                    | 6                    | 8                    |                      |                      |
| 2009-2010  | Capitals de Washington | LNH        | 22   | 1                | 5                | 6                | 8                | 7                | 1  | 3                    | 4                    | 0                    |                      |                      |
| 2010-2011  | Capitals de Washington | LNH        | 82   | 7                | 30               | 37               | 44               | 9                | 2  | 1                    | 3                    | 4                    |                      |                      |
| 2011-2012  | Capitals de Washington | LNH        | 82   | 9                | 23               | 32               | 22               | 14               | 2  | 3                    | 5                    | 8                    |                      |                      |
| 2012-2013  | Capitals de Washington | LNH        | 48   | 6                | 16               | 22               | 18               | 7                | 0  | 1                    | 1                    | 4                    |                      |                      |
| 2013-2014  | Capitals de Washington | LNH        | 82   | 10               | 27               | 37               | 22               | -                | -  | -                    | -                    | -                    |                      |                      |
| 2014-2015  | Capitals de Washington | LNH        | 82   | 12               | 43               | 55               | 28               | 14               | 1  | 5                    | 6                    | 4                    |                      |                      |
| 2015-2016  | Capitals de Washington | LNH        | 56   | 8                | 31               | 39               | 14               | 12               | 5  | 7                    | 12                   | 4                    |                      |                      |
| 2016-2017  | Capitals de Washington | LNH        | 72   | 9                | 28               | 37               | 10               | 13               | 2  | 2                    | 4                    | 4                    |                      |                      |
| 2017-2018  | Capitals de Washington | LNH        | 82   | 15               | 53               | 68               | 32               | 24               | 5  | 15                   | 20                   | 8                    |                      |                      |
| 2018-2019  | Capitals de Washington | LNH        | 80   | 13               | 57               | 70               | 34               | 7                | 0  | 5                    | 5                    | 6                    |                      |                      |
| 2019-2020  | Capitals de Washington | LNH        | 69   | 15               | 60               | 75               | 26               | 5                | 0  | 6                    | 6                    | 2                    |                      |                      |
| 2020-2021  | Capitals de Washington | LNH        | 52   | 10               | 34               | 44               | 12               | 5                | 0  | 2                    | 2                    | 6                    |                      |                      |
| 2021-2022  | Capitals de Washington | LNH        | 78   | 17               | 54               | 71               | 20               | 6                | 1  | 4                    | 5                    | 2                    |                      |                      |
| 2022-2023  | Capitals de Washington | LNH        | 40   | 9                | 20               | 29               | 12               | -                | -  | -                    | -                    | -                    |                      |                      |
| 2023-2024  | Capitals de Washington | LNH        | 82   | 10               | 42               | 52               | 40               | 4                | 1  | 1                    | 2                    | 2                    |                      |                      |
| Totaux LNH | Totaux LNH             | Totaux LNH | 1009 | 151              | 523              | 674              | 342              | 127              | 20 | 55                   | 75                   | 54                   |                      |                      |

### En équipe nationale
| Année | Équipe         | Compétition                 |   | PJ | B | A | Pts | Pun           |  | Résultat |
| 2010  | États-Unis U20 | Championnat du monde junior | 7 | 3  | 4 | 7 | 2   | Médaille d'or |  |          |
| 2014  | États-Unis     | Jeux olympiques             | 6 | 1  | 1 | 2 | 0   | 4e place      |  |          |
| 2016  | États-Unis     | Coupe du monde              | 2 | 0  | 0 | 0 | 0   | 7e place      |  |          |

## Trophées et honneurs personnels

### Ligue américaine de hockey
- 2008-2009 : remporte la Coupe Calder avec les Bears de Hershey (1)
- 2009-2010 : 
  - sélectionné pour le Match des étoiles avec l'équipe planète/États-Unis
  - remporte la Coupe Calder avec les Bears de Hershey (2)
  - sélectionné dans l'équipe d'étoiles recrues

### Ligue nationale de hockey
- 2010-2011 : sélectionné dans l'équipe d'étoiles recrues
- 2017-2018 : vainqueur de la Coupe Stanley avec les Capitals de Washington
- 2018-2019 :
  - participe au 64e Match des étoiles de la LNH (1)
  - sélectionné dans la seconde équipe d'étoiles
- 2019-2020 :
  - participe au 65e Match des étoiles de la LNH (2)
  - sélectionné dans la première équipe d'étoiles